# Хаш (DC Comics)
Хаш (англ. Hush) — вымышленный персонаж, суперзлодей комиксов издательства DC Comics. Впервые появился в комиксе ''Batman'' #609 в январе 2003 года, а также был главным антагонистом сюжетной линии из 12 выпусков ''Batman: Hush''. Является одним из злейших врагов Бэтмена.

## История публикаций
Персонаж был создан писателем Джефом Лоэбом и художником Джимом Ли. Томас Эллиот впервые появился в Batman № 609 (январь 2003 г.) в рамках 12-номерной сюжетной арки «Batman: Hush». Позже злодей появился в сериях «Batman: Gotham Knights», «Detective Comics» и «Batman: Streets of Gotham».

## Биография

### Ранние годы
Доктор Томас «Томми» Эллиот (англ. Dr. Thomas «Tommy» Elliot) — друг детства Брюса Уэйна. Он тоже родился в богатой семье. Два мальчика часто играли вместе, Томми учил Брюса думать, как его противники, и использовать свои способности против них, чтобы победить, это окажется полезным, когда Уэйн станет Бэтменом.
Однако, в отличие от Уэйна, Эллиот ненавидел своих родителей, презирая как своего властного и грубого отца, так и свою слабую и болезненную мать, которая до замужества жила в бедности и теперь терпеливо сносила все унижения и оскорбления, причиняемые мужем ей и её сыну, чтобы сохранить свой роскошный образ жизни. Вместо того, чтобы защищать Томми, она учила его смирению, этого он ей никогда не простил. Стремясь к независимости и богатству, он испортил тормоза на машине своих родителей. В произошедшей аварии погиб его отец. Жизнь его матери спас д-р Томас Уэйн, что привело юного Эллиота в неописуемую ярость.
Находившийся вместе с Брюсом в летнем лагере Томми напал на одного из детей и попал в психиатрический диспансер. В своем срыве он винил Брюса и Марту Уэйн. Вскоре он был освобожден интерном по имени Джонатан Крейн. Последующие годы Томми пришлось проводить у постели своей матери. В это же время родителей Брюса застрелил грабитель. По иронии судьбы, в результате этого происшествия юный Уэйн получил богатство и независимость — именно то, к чему так стремился Эллиот.
Незадолго до того как Брюс вернулся в Готэм, чтобы надеть маску Бэтмена, Томми подружился с молодой женщиной по имени Пейтон Райли (позже она станет второй Чревовещательницей). Его мать не одобрила эти отношения. Когда она полностью оправилась от болезни, она в отместку за его постоянные отношения с Пейтон вычеркнула Томми из своего завещания. Тогда Эллиот убил её, а Пейтон убила адвоката и уничтожила новое завещание миссис Эллиот. Получив наконец наследство, Эллиот порвал с Райли и начал путешествовать по миру, так же, как и Уэйн. Получив образование в Гарварде, Эллиот стал успешным хирургом, но продолжал испытывать ненависть к своему другу детства.

## Вне комиксов

### Телевидение
- Хаш должен был появиться в мультсериале «The Batman». Но компания DC решила не использовать персонажа. Существуют наброски Хаша.
- В сериале "Готэм" появляется молодая версия Томаса Эллиота в эпизоде "Маска", исполнил роль Коул Валлис. Он изображается как ученик в школе Брюса Уэйна. Здесь он не становится другом Брюса, а издевается над смертью его родителей садистскими комментариями. В итоге Брюс мстит ему.
- Хаш в исполнении Гэбриела Манна является второстепенным злодеем в сериале "Бэтвумен". Здесь Томми Эллиотт также друг детства Бэтмена, но не хирург, а магнат по недвижимости. Здесь планы по уничтожению родителей ему сорвал не Томас Уэйн, а лично Бэтмен, спасший мать Эллиотта из машины (отец уже успел умереть от травм при аварии). После того как кто-то загадал ему загадку о личности супергероя (очевидно, это был Загадочник), Томми разгадал её и решил выманить исчезнувшего Брюса, совершив теракт (Бэтвумен тогда ещё не добавила своему костюму индивидуальности и поэтому её принимали за вернувшегося Бэтмена). Эллиотт попытался погубить отца и мачеху Кейт Кейн, но Кейт, обновив костюм, вовремя прибыла и остановила Эллиотта. Тот угрожал выбраться из тюрьмы, но Кейт сообщила ему, что его отправляют в Аркхэм. Позже Томми вернулся в 17 серии, где он сидит в Аркхэме и на групповых терапиях постоянно говорит о Брюсе Уэйне как одержимый. Также раскрывается, что он косвенно виновен в смерти Люциуса Фокса, который был убит наёмником Эллиота во время поиска тайных документов Уэйн Энтерпрайзес. В 18 серии Бет Кейн/Алиса и её сообщник Мышь решают использовать дневник в своих целях и устраняют Томми, хирургически отрезая ему лицо и надевая на повесившегося пациента, тем самым убеждая полицию в самоубийстве Эллиота. Обезличенный Томми после этого оказывается у них в плену в маске из бинтов, знаменуя начало своего превращения в Хаша.

### Расширенная анимационная киновселенная DC
- Бэтмен: Тихо!: Хаш появляется в анимационном фильме «Бэтмен: Тихо» 2019 года, где является главным антагонистом. Создатели картины отвернулись от канона и сделали Томаса Эллиота простым человеком, а роль Хаша примерил на себя Эдвард Нигма, Загадочник.
- Бэтмен: Смерть в семье: В короткометражном интерактивном мультфильме, Джейсон Тодд становится Хашем в одном из вариантов выбора.

### Компьютерные игры
- Lego Batman: The Videogame. Хаш может стать играбельным персонажем, для этого необходимо освободить всех гражданских заложников в игре. Он стреляет быстрее всех других персонажей. В версии игры для Nintendo DS персонажа можно разблокировать через режим Villain Hunt.
- Batman: Arkham Asylum. Досье Хаша может быть открыто в дополнительных материалах в игре, если игрок разгадает одну из Загадок Загадочника.
- В Batman: Arkham City Хаша ни разу не называют так (но он так указан в картотеке). Бэтмен расследует дело серийного убийцы по прозвищу "Похититель лиц", убивая преступников в Аркхэм Сити удалением лица. Игроку нужно найти и просканировать 3 жертвы Эллиота для вычисления его убежища. Оказывается, Эллиот соорудил в Аркхем Сити небольшую хирургическую комнату, где из частей срезанных лиц заключенных сделал себе лицо Брюса Уэйна. Таким образом он хотел отомстить Темному Рыцарю. С "Похитителем" расправиться нельзя — он уезжает из Аркхем Сити, а Бэтмен закрывает дело, говоря, что поймает друга детства завтра.[1]
- В игре Batman: Arkham Knight появляется как второстепенный босс, который захватывает Башню Уэйна, беря при этом в заложники Люциуса Фокса. Бэтмен останавливает его, показав своё лицо и затем оглушив Эллиотта.[1]
- В игре Lego Batman 2: DC Super Heroes Хаш появляется как дополнительный босс игры и является игровым персонажем в свободной игре.
- В игре Lego Batman 3: Beyond Gotham появляется как разблокируемый персонаж.

### The Joker Blogs
В фан-проекте «The Joker Blogs» доктора Томаса Эллиота играет Scott McClure, который также играет Джокера в сериале.